# IC 441
IC 441 је спирална галаксија у сазвјежђу Зец која се налази на листи објеката дубоког неба у Индекс каталогу.
Деклинација објекта је - 12° 29' 59" а ректасцензија 6h 2m 42,7s. Привидна величина (магнитуда) објекта IC 441 износи 14,2 а фотографска магнитуда 14,9. IC 441 је још познат и под ознакама MCG -2-16-1, PGC 18315.